# Stráně u Kochánek
Stráně u Kochánek jsou přírodní památka severně od vsi Kochánky v dolním Pojizeří ve Středočeském kraji. Vyhlášena byla 23. června 2012 za účelem ochrany cenných biotopů suchých trávníků s bohatou populací jalovce obecného.

## Přírodní poměry

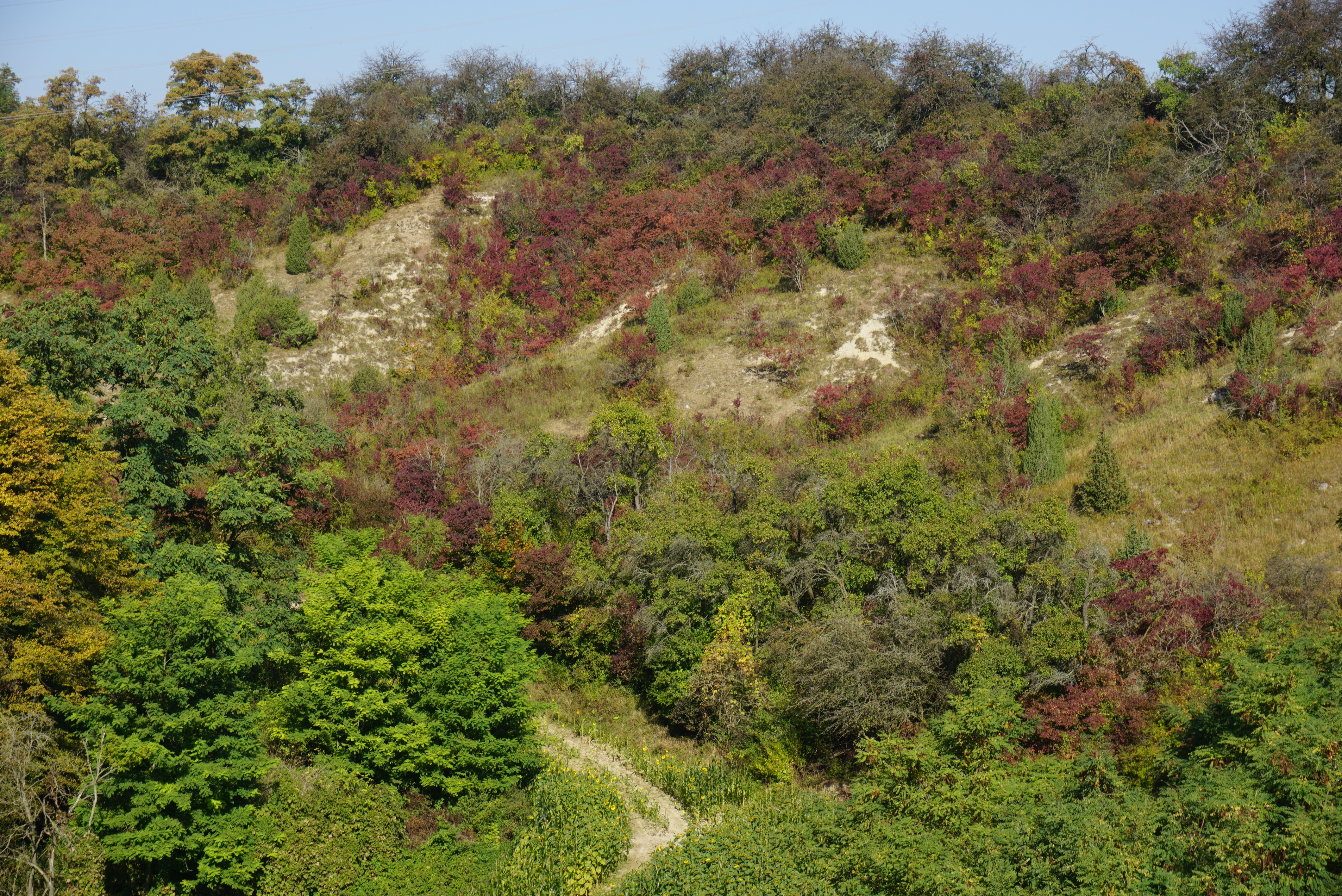
Celkový pohled na chráněné území

Chráněné území s rozlohou 3,896 hektaru se nachází v katastrálním území obce Kochánky. Předmětem ochrany přírodní památky jsou jednak porosty jalovce obecného (Juniperus communis) na vřesovištích nebo vápnitých trávnících, jednak biotop širokolistých a úzkolistých suchých trávníků.